# Sinduharjo
Sinduharjo is een bestuurslaag in het regentschap Sleman van de provincie Jogjakarta, Indonesië. Sinduharjo telt 19.168 inwoners (volkstelling 2010).